# 姚洸
姚洸（?—?），五胡十六国后秦的君主姚兴的儿子，封陈留公。
414年，姚兴病重，爱子姚弼要在长安夺权，其弟姚裕遣使告知在外地镇守藩地的哥哥。姚懿在蒲阪，镇东将军、豫州牧姚洸在洛阳，平西将军姚谌在雍城动员部队，要到长安去讨伐姚弼。姚兴在儿子和群臣的压力下，免去了姚弼的尚书令职务。姚懿等人也就停止军事行动。姚懿、姚洸、姚谌、姚宣等外藩兄弟回京面见父亲，请求处理姚弼，姚兴默然不语。
416年十月廿二日，东晋刘裕派王镇恶、檀道济、沈林子等率军围攻洛阳，时任征南将军姚洸守洛阳，派人求救；部将赵玄劝说他固守金墉城以待京师援兵，不可出战，不然一旦战败就大势已去了；只要金墉城固守且军队完整，晋军不敢越过金墉城而西进，可困敌于坚城之下。但姚洸司马姚禹暗通檀道济，主簿阎恢、杨虔等都是姚禹之党，嫉恨赵玄忠诚，诋毁他，坚持劝姚洸出战。姚洸从之，遣赵玄率精兵千余南向守柏谷坞，石无讳向东戍守巩城，以拒进军。赵玄哭着对姚洸说：“玄受三帝重恩，所守正是死地。但明公不用忠臣之言，为奸孽所误，后必悔之，但无及耳。”果然被晋军所败战死。檀道济进逼洛阳，惧怕，姚洸率众投降。
姚洸似之后又脱身回到长安，因后来刘裕进攻长安、进据郑城时，姚泓命姚洸屯沣西。此战秦军大败，姚泓投降，后秦灭亡。刘裕将后秦宗室杀死一部分，其余迁江南，姚洸后事无载，未详是否幸存。